# Sulina
Sulina (pronunciat en romanès: [suˈlina]) és una ciutat i port franc al comtat de Tulcea, al nord de la Dobruja, Romania, a la desembocadura de la branca Sulina del Danubi. És el punt més oriental de Romania.

## Història
Durant el període romà d'Orient mitjà, Sulina era una petita cala i al segle xiv un port genovès habitat per uns quants mariners, pirates i pescadors. Al segle xviii els otomans hi van construir un far per tal de facilitar la comunicació entre Constantinoble (Istanbul) i els principats danubians, les principals paneres de la capital otomana.
Gràcies a la signatura del tractat d'Adrianoupolis (Edirne), el 2 de setembre de 1829, que va desencadenar el comerç de cereals del Danubi, Sulina, aleshores sota control rus, Salina es va convertir en un port important. Els grans velers no podien navegar totalment carregats fins a Brăila i Galați, que eren els principals centres d'exportació de Valàquia i Moldàvia, a causa de les aigües poc profundes del riu; per tant, havien de transbordar almenys una part de les seves càrregues a vaixells fluvials més petits (shleps). Els propietaris i tripulants d'aquests shleps eren gairebé sempre grecs.
Un desenvolupament encara més gran, però, es produiria després de la signatura del tractat de París (1856), que va posar fi a la guerra de Crimea. Un dels termes del tractat va determinar l'establiment d'un determinat comitè, el Comitè Europeu del Danubi (CED), que duria a terme obres d'infraestructura a la desembocadura del riu per fer-lo flotable també per a vaixells més grans. Els treballs tècnics van permetre l'entrada al Danubi per a un gran nombre de vaixells "estrangers", és a dir, no grecs, que van conduir a un nivell de competència més alt. No obstant això, la navegació fluvial va romandre en gran part en mans gregues. A més, la declaració de l'administració otomana de Sulina com a port franc el 1870 també va impulsar el seu desenvolupament.
La guerra russo-otomana de 1877-1878 també va comportar molts canvis. La ciutat es va posar inicialment sota control rus i després de la signatura del tractat de Berlín es va annexionar a Romania, igual que tota la zona de Dobrudja. Segons una estimació de 1878, la ciutat tenia llavors una població total de 800 habitants, formats per 350 grecs, 150 turcs, 50 romanesos, 50 antics creients russos i 200 més. Durant la Primera Guerra Mundial, la ciutat va servir de base per al creuer romanès Elisabeta, les accions del qual van mantenir les boques del Danubi sota control romanès durant tota la guerra.
El novembre de 1916, el submarí alemany UC-15 va ser enviat a una missió de minament de Sulina i no va tornar mai més, sent enfonsat per les seves pròpies mines. Probablement, això va ser causat per una trobada amb el torpedeire romanès Smeul, el capità del qual va sorprendre un submarí alemany a prop de Sulina el novembre de 1916, segons sembla que aquest no va tornar mai a la seva base de Varna. Això només podria ser l'UC-15, els sistemes dels quals probablement funcionaven malament després de veure's obligat a submergir-se a les aigües poc profundes, en trobar-se amb el torpeder romanès.
A la Segona Guerra Mundial, el submarí soviètic de classe M-59 va ser enfonsat per les mines acomiadades de Sulina pels miners romanesos Amiral Murgescu, Regele Carol I i Dacia.

## Demografia
Segons el cens del 2011, el 82,82% de la població era romanès, l'11,43% lipovans, l'1,8% grecs, l'1,29% ucraïnesos i el 2,3% d'altres ètnies o no declarades. Al cens del 2002, el 93,0% parlava romanès i el 5,7% rus com a primera llengua. El 94,3% eren ortodoxos i el 5,1% vells creients.
Al cens de 1930, el 47,2% eren romanesos, el 20,8% grecs, el 17,7% lipovans, el 3,3% serbis, el 3,0% turcs, l'1,6% jueus, l'1,0% alemanys i el 5,4% altres.

## Turisme
- El far de la Comissió Europea del Danubi
- L'Església "Sf. Nicolae"
- El cementiri

Les aigües del Danubi, que desemboquen al mar Negre, formen el delta fluvial més gran i millor conservat d'Europa. El delta del Danubi acull més de 300 espècies d'ocells i 45 espècies de peixos d'aigua dolça als seus nombrosos llacs i pantans.

## Clima
Sulina té un clima semiàrid fred (classificació climàtica de Köppen: BSk).

## Galeria

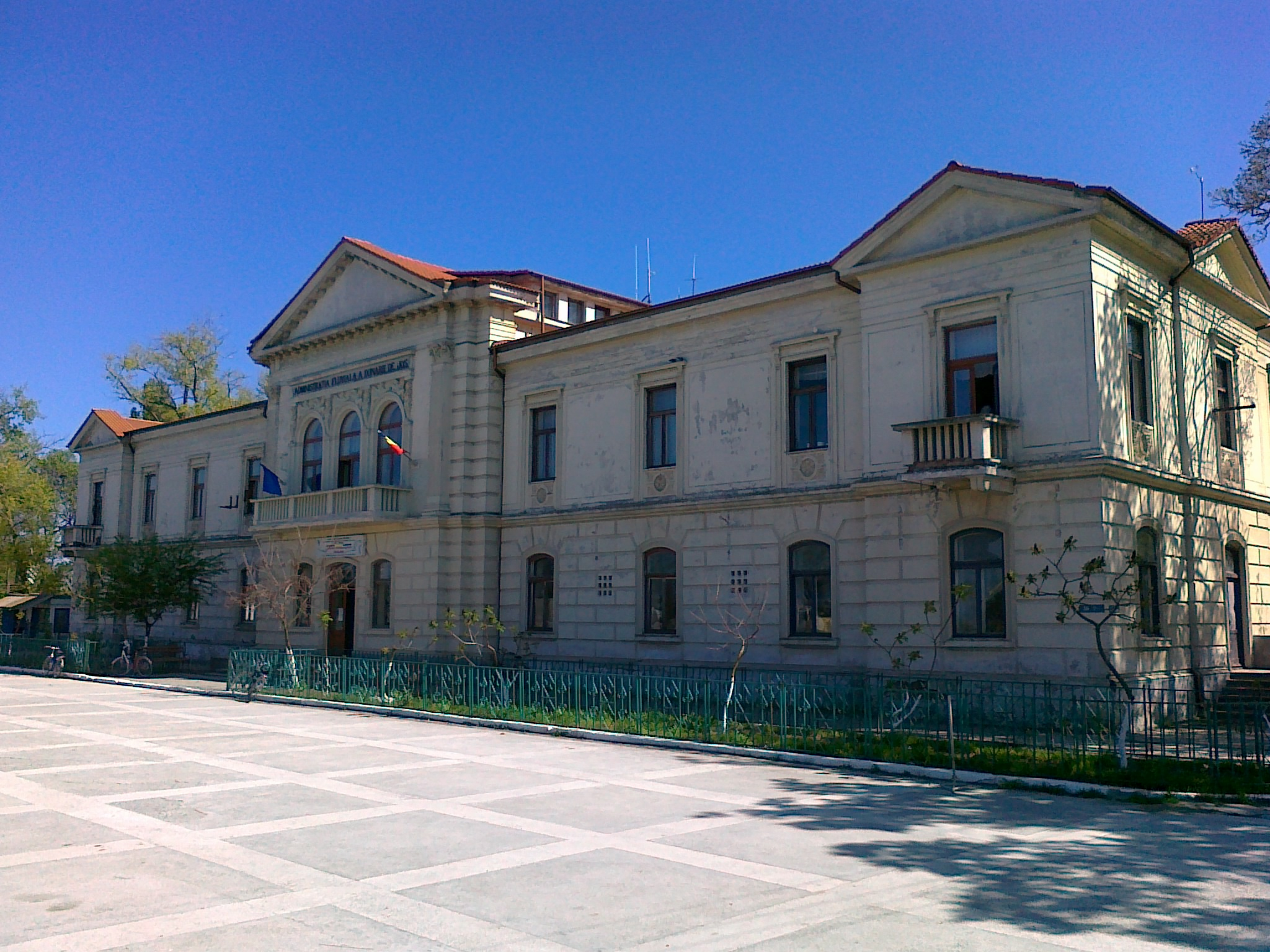
La Comissió del Palau del Danubi.
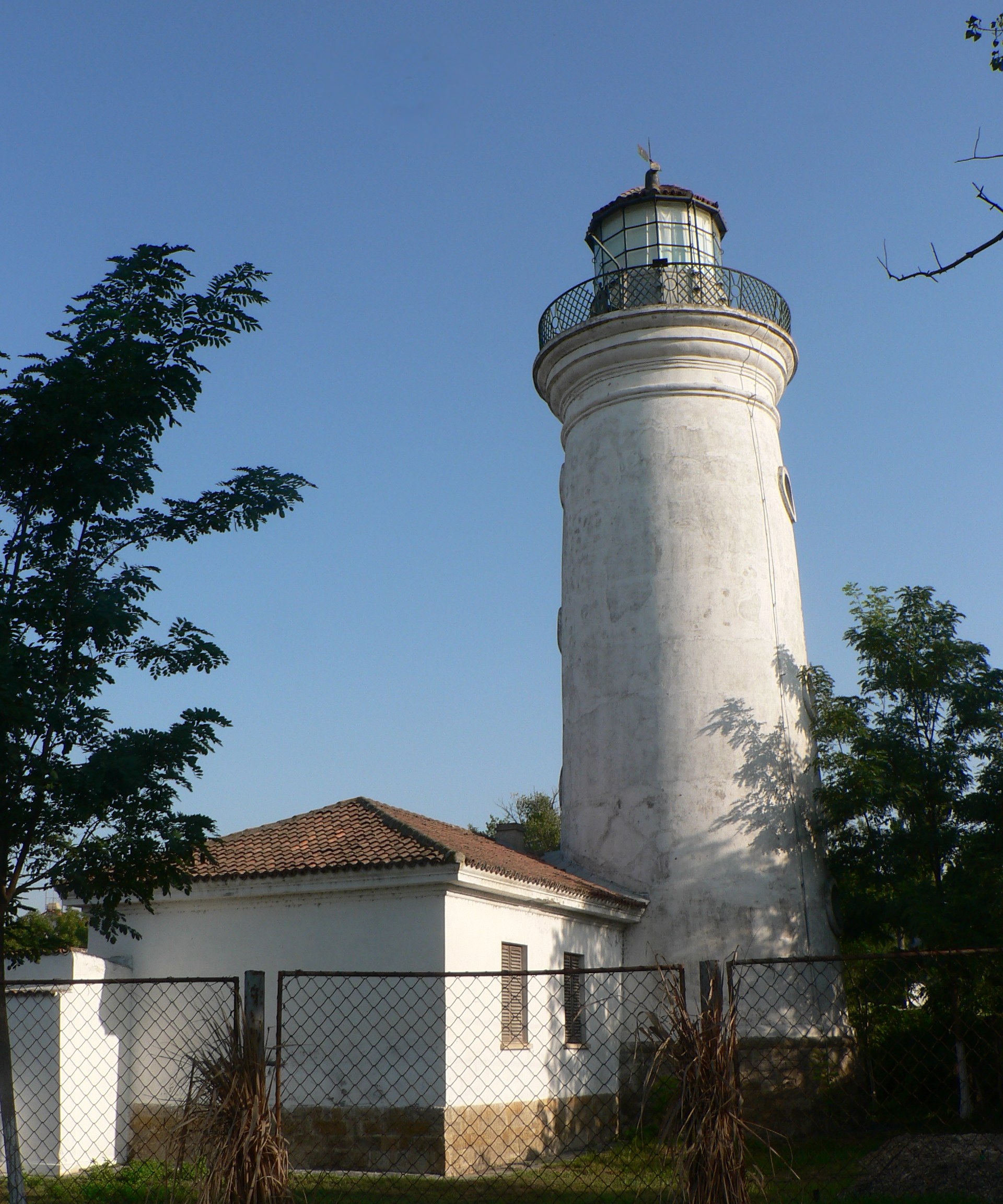
El Far.
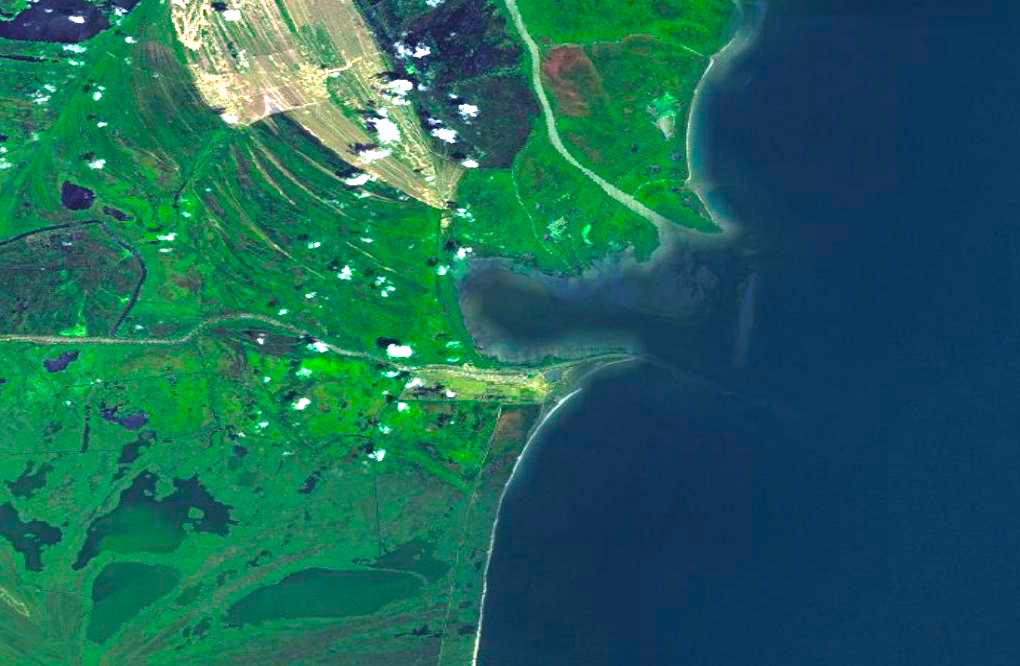
Sulina des de l'espai.